# Trocholinopsis
Trocholinopsis es un género de foraminífero bentónico de la familia Planispirillinidae, del suborden Involutinina y del orden Involutinida. Su especie tipo es Trocholinopsis porosuturalis. Su rango cronoestratigráfico abarca el Holoceno.

## Clasificación
Trocholinopsis incluye a la siguiente especie:
- Trocholinopsis porosuturalis